# Curatoria di Montis
La curatoria Montis nel periodo giudicale è stata una suddivisione del Giudicato di Arborea.

## Storia

### Territorio
La curatoria comprendeva i territori dove oggi si trovano i comuni di Collinas, Gonnoscodina, Gonnostramatza, Masullas, Mogoro, Morgongiori, Pompu, Simala, Siris. In più si aggiungono alcuni villaggi scomparsi: Bonorcili, Cracaxia di Mogoro, Gemussi di Simala, Serzela di Gonnostramatza. Si suppone che siano esistiti anche altri villaggi, di cui però non è possibile conoscere la loro precisa ubicazione.